# Ина Дамянова
Ина Дамянова е български художник и дизайнер. Родена е на 8 юни 1971 г. в София, България.

## Биография
Завършва Националната гимназия за приложни изкуства в София, специалност Дизайн през 1991 г. През 2010 – 2011 е стипендиант на „Site des arts“, Париж, Франция
Работи в областта на интериорния и продуктов дизайн, като неин фокус е симбиозата между уменията ѝ като артист и дизайнер. Работи като артист в областта на визуалното изкуство, скулптурата, керамиката и съвременните форми. В своите работи тя използва различни материали за постигане на оптимален индивидуален ефект.

## Творчество
Има редица интериорни проекти, както в България, така и в Европа.
Нейни арт творби са част от колекцията на АРТ Центъра на един от големите колекционери на съвременно изкуство Юго Вутен в Белгия, както и в частни колекции в България, Франция, Австрия, Испания и Германия.

## Семейство
През периода 1992 – 2000 г. е съпруга на големият български художник Кольо Карамфилов, от който е синът им Росен Карамфилов – български поет и писател.

## Самостоятелни изложби[2]
- 2013 г. – „Завръщане във формата“, Български културен институт, Париж, Франция
- 2013 г. – „Завръщане във формата“, Дом Витгенщайн, Виена, Австрия
- 2012 г. – „Телесни отпечатъци“, галерия Ракурси, София
- 2012 г. – „Отражения“, галерия София прес, София
- 2009 г. – Галерия „Ракурси“ – „Белег“, София
- 2009 г. – „One“ P.A.R.K., Пловдив
- 2008 г. – „El pasar“, Castillo de Alcala-Beca Unesko, Alcala de Jugar, Испания
- 2007 г. – Нощ на музеите и галериите – светлинна инсталация „Чисто“, Пловдив
- 2007 г. – Галерия „Снежана“ – „Части от цялото“, София
- 2006 г. – Галерия „Testa“ – „Кактус“, София
- 2005 г. – Галерия „Сариев“ – „Плодът“, Пловдив
- 2005 г. – Галерия „Сариев“ – „Re-хартия“, Пловдив
- 2005 г. – Галерия „Сариев“ – „Бод“, Пловдив
- 2005 г. – Галерия „Ирида“ – „Вдишване-издишване“, София
- 2004 г. – Галерия „Ирида“ – „Осил“, София
- 2004 г. – Галерия ADS – „Светлина“, София
- 2003 г. – Галерия „Солерс“ – „Огъване“, София
- 2002 г. – „Estampa“, Мадрид
- 2001 г. – 2002 – „Casa de Cantabria“, Мадрид
- 2001 г. – „Estampa“, Мадрид
- 2000 г. – Френски културен институт – „Преливане“, София
- 2000 г. – Център за съвременно изкуство „Баня старинна“ – „Навътре“, Пловдив
- 1999 г. – Галерия „Солерс“ – „Отпечатъци и обекти“, София
- 1998 г. – НХГ „Съвременно българско изкуство“, София
- 1996 г. – Галерия „Балабанова къща“ – „Луни“, Пловдив
- 1995 г. – Галерия „Шипка 6“ – пленер „Исперих“, София

## Награди
- Носител на наградата „Дизайнер на годината“ , DIBLA DESIGN AWARDS 2019[1]
- Номинация за първа награда за Частен интериор , GERMAN DESIGN AWARDS 2019
- Номинация за първа награда за Обществен интериор, DIBLA DESIGN AWARDS 2018
- Носител за първа награда за Частен интериор, на DIBLA DESIGN AWARDS 2017
- Номинация за първа награда за Частен интериор за Източна Европа, BIG SEE 2017
- Носител е на втора награда за обществен интериор за 2008 г . на списание „Идеален дом“.[3]
- Втора награда за обществен интериор за 2017 г. на списание „Наш дом“ с проекта за Национален Център на книгата „Перото“ в НДК[3]

## Реализирани проекти
- 2017 г. Реализира проекта за интериорен дизайн на клуб „Аристократ“ в Лондон.
- Член и презентатор е на Асоциацията на Интериорните Дизайнери в България – АИДБ
- Член на платформата за интериорни дизайнери – DIBLA
- 2015 г. реализира проекта на първият Национален Център на книгата „ Перото“, съвместно с ръководството на НДК, в лицето на Мирослав Боршош[1].